# یواس‌اس ناپا (ای‌تی-۳۲)
یواس‌اس ناپا (ای‌تی-۳۲) (به انگلیسی: USS Napa (AT-32)) یک کشتی بود که طول آن ۱۵۶ فوت ۸ اینچ (۴۷٫۷۵ متر) بود. این کشتی در سال ۱۹۱۹ ساخته شد.